# Easton (Nowy Jork)
Easton – miasto w Stanach Zjednoczonych, w stanie Nowy Jork, w hrabstwie Washington.